# 1988年12月逝世人物列表
1988年逝世人物列表：1月 - 2月 - 3月 - 4月 - 5月 - 6月 - 7月 - 8月 - 9月 - 10月 - 11月 - 12月
1988年12月逝世人物列表，是用於匯總1988年12月期間逝世人物的列表。

## 依日期排序

### 1日
- 馬丁·海因茲（Martin Hinds），47歲，英國中東學者，早期伊斯蘭史學家。[1]
- Włodzimierz Mazur，34歲，波蘭國際足球運動員（波蘭Zagłębie Sosnowiec）。[2]
- J·弗農·麥基（J. Vernon McGee），84歲，美國長老會牧師和無線電部長，心力衰竭。[3]

### 2日
- 卡爾·海因茨·布爾格（Karl-Heinz Bürger），84歲，納粹德國黨衛軍成員。
- 塔塔·賈科貝蒂（Tata Giacobetti），66歲，義大利歌手和爵士音樂家（Quartetto Cetra）。[4]
- 勞埃德·里斯（Lloyd Rees），93歲，澳大利亞風景畫家。[5]

### 3日
- 帕諾斯·加瓦拉斯，62歲，希臘歌手。[6]
- 約翰·馬赫（John Maher），48歲，美國前兒童酗酒和海洛因成癮者，創立了德蘭西街基金會，肺炎。[7]
- 約翰尼·佩切克，74歲，美國拳擊手。[8]
- 歐文·西克（Erwin Sick），79歲，德國發明家和企業家，心臟病發作。[9]
- 他旺·探隆那瓦沙瓦，87歲，泰國政治家和泰國總理。

### 4日
- 奧斯曼·阿赫馬托維奇（Osman Achmatowicz），89歲，波蘭化學家（阿赫馬托維奇反應）。
- Gerd Arntz，87歲，德國藝術家（木刻）。[10]
- 拉菲·穆罕默德·喬杜里，85歲，巴基斯坦核物理學家。
- 費爾南德·莫洛（Fernand Mourlot），93歲，莫洛工作室的法國導演。
- 科拉·奧納迪佩（Kola Onadipe），66歲，奈及利亞兒童讀物（Sugar Girl）作家，中風。[11]
- 馬躍然·馮·奧特（Göran von Otter），81歲，瑞典外交官。
- Jangal Santhal，62-63歲，印度政治活動家。
- 戴麟趾，73歲，英國陸軍軍官，香港及所羅門群島總督。[12]
- 阿尔贝托·乌里亚（Alberto Uria），64歲，烏拉圭賽車手。

### 5日
- Winfield S. Harpe，51歲，美國飛行員，美國空軍將軍，空難。[13]
- 奧古斯特·倫茨，78歲，德國國際足球運動員（德國多特蒙德）和奧運選手。[14]
- 埃裡克·倫丁（Erik Lundin），84歲，瑞典國際象棋大師。
- 特奧多爾·帕尼基（Teodor Parnicki），79-80歲，波蘭歷史小說作家。[15]
- 威廉·埃弗雷特·波特，83歲，美國工程師和軍官，巴拿馬運河區州長，心力衰竭。[16]

### 6日
- 比爾·哈裡斯，63歲，美國吉他手，比爾·哈裡斯。[17]
- 蒂莫西·派翠克·墨菲（Timothy Patrick Murphy），29歲，美國演員（達拉斯），愛滋病。
- 羅伊·奧比森（Roy Orbison），52歲，美國歌手和詞曲作者（《漂亮女人》《只有寂寞》《哭泣》），心臟病發作。[18]
- 查理斯·撒克遜，68歲，美國漫畫家（《紐約客》），心力衰竭。[19]
- Veerendra，40歲，印度電影演員和導演。[20]

### 7日
- 克裡斯托弗·康納利（Christopher Connelly），47歲，美國演員（佩頓·普萊斯），肺癌。[21]
- 約瑟芬·格羅夫斯·霍洛威（Josephine Groves Holloway），90歲，美國童子軍領袖。[22]
- 多蘿西·喬丹（Dorothy Jordan），82歲，美國女演員，心力衰竭。[23]
- 八島光，80歲，日本出生的美國藝術家和兒童讀物作家。[24]

### 8日
- 伊萬·博納爾（Ivan Bonar），64歲，美國演員（綜合醫院）。
- 約翰·喬·麥格（John Joe McGirl），67歲，愛爾蘭共和黨人，新芬黨政治家，愛爾蘭共和軍參謀長。[25]
- 吉恩·奎爾（Gene Quill），60歲，美國爵士樂中音薩克斯管演奏家。
- 赫爾穆特·雷曼（Hellmuth Reymann），96歲，納粹德國軍官，柏林保衛者。[26]
- 安妮·西摩（Anne Seymour），79歲，美國影視女演員，心力衰竭。[27]
- 盧多維科·席爾瓦（Ludovico Silva），50-51歲，委內瑞拉詩人和哲學家。
- 乌兰夫，80歲，內蒙古自治區開會主席，中華人民共和國副主席。[28]
- 沈春池，80歲，中華民國軍官和企業家。[29]

### 9日
- 拉斐爾·卡爾沃（Rafael Calvo），76歲，西班牙演員（《馬塞利諾的奇跡》）。
- Kainikkara Kumara Pillai，88歲，印度演員、短篇小說作家和劇作家。

### 10日
- 鄧尼斯·阿倫德爾（Dennis Arundell），90歲，英國演員，導演和附帶音樂作曲家。[30]
- 理查·卡斯特拉諾（Richard S. Castellano），55歲，美國演員（《戀人和其他陌生人》《教父》），心臟病發作。[31]
- 斯科特·詹森（Scott Johnson），27歲，美國學生在澳大利亞的一次同性戀仇恨襲擊中喪生。[32]（屍體在此日期被發現）
- 約翰尼·勞倫斯（Johnny Lawrence），77歲，英國板球運動員（林肯郡薩默塞特郡）。[33]
- 伊莉莎白·羅森（Elizabeth Rawson），54歲，英國古典學者（西塞羅的傳記）。[34]
- 多蘿西·德·羅斯柴爾德（Dorothy de Rothschild），93歲，英國慈善家和猶太事務活動家。[35]
- 約翰·貝克·懷特（John Baker White），86歲，英國政治家和業餘間諜，國會議員。
- 勞倫斯·維恩（Lawrence Wien），83歲，美國律師和房地產投資者，前列腺癌。[36]

### 11日
- 卡里·凱拉莫（Kari Kairamo），55歲，芬蘭諾基亞公司董事長兼首席執行官，上吊自殺。[37]
- 納根德拉·辛格（Nagendra Singh），74歲，印度律師，國際法院院長。[38]

### 12日
- 陳克恢，90歲，華裔美國科學家，禮來公司（麻黃鹼）藥理研究員。[39]
- 迪克·克萊爾（Dick Clair），57歲，美國電視製片人，演員和作家（《活著》，《生活的事實》，《媽媽的家庭》），愛滋病。
- 布魯斯·艾倫·大衛斯（Bruce Alan Davis），40歲，美國連環殺手，自殺。
- 瓊·塔佩·米爾斯，76歲，美國漫畫創作者（弗瑞小姐）。[40]
- 亨利·佩爾（Henri Peyre），87歲，法國出生的美國語言學家，心力衰竭。[41]
- 安東尼·普羅文扎諾（Anthony Provenzano），71歲，熱那亞犯罪家族的美國黑幫分子，心臟病發作。[42]
- 喬·賴克勒（Joe Reichler），73歲，美國體育作家（美聯社），癌症。[43]
- 魯道夫·舒德勒（Rudolf Schündler），82歲，德國演員和導演（《驅魔人》），心臟病發作。
- 小勞登·溫賴特（Loudon Wainwright Jr.），63歲，美國作家和專欄作家（The View from Here），結腸癌。[44]

### 13日
- 漢斯·費舍爾（Hans Fischer），27歲，巴西自行車運動員和奧運選手，心臟驟停。[45]
- 布林莫爾·約翰，54歲，英國政治家，影子國防部長，心臟病發作。[46]
- 瑪麗亞·特蕾莎·萊昂，85歲，西班牙作家。[47]
- 穆罕默德·曼貢迪普羅霍（Muhammad Mangundiprojo），83歲，印尼士兵、革命者和公務員。
- 比爾·尼科爾斯（Bill Nichols），70歲，美國政治家，美國眾議院議員，心臟病發作。[48]
- 費奧多爾·列舍特尼科夫，82歲，蘇聯畫家。[49]
- 布萊恩·辛克萊（Brian Sinclair），73歲，英國獸醫和小說家，心臟病發作。
- 貝蒂·斯諾鮑爾（Betty Snowball），80歲，英國女子板球運動員，蘇格蘭國際壁球和棍網球運動員。[50]
- 罗伊·厄克特（Roy Urquhart），87歲，英國陸軍少將。[51]

### 14日
- 查理·布萊克（Charlie T. Black），87歲，美國大學籃球運動員。
- 納西索·布斯克茨（Narciso Busquets），58歲，墨西哥戲劇、電影、電視和廣播演員。
- Evald Schorm，56歲，捷克斯洛伐克電影和舞台導演、編劇和演員。[52]
- Jean Schramme，59歲，比利時種植園主，比利時剛果雇傭軍。
- 斯圖爾特·西明頓（Stuart Symington），57歲，美國商人和政治家，美國空軍部長，心力衰竭。[53]
- Win Oo，53歲，緬甸演員、歌手、導演、作家和出版商，患有結直腸癌。

### 15日
- 列昂尼德·安德盧梭夫，92歲，德國化學工程師（氰化氫）。
- 現年82歲的安德魯·詹姆斯·雷·格德斯（Andrew James Wray Geddes）是印度出生的英國皇家空軍軍官，他領導了“甘露行動”的策劃。[54]
- 穆里爾·馬丁·哈威（Muriel Martin-Harvey），97歲，英國舞臺女演員。

### 16日
- 安娜·讓·艾爾斯（Anna Jean Ayres），68歲，美國職業治療師和教育心理學家，乳腺癌併發症。[55]
- 弗蘭克·伯納姆（Frank Bonham），74歲，美國西部片和年輕成人小說作家。[56]
- 湯姆·伊斯特克（Tom Eastick），88歲，二戰期間的澳大利亞陸軍炮兵軍官。[57]
- 喬·哈滕，72歲，美國職業棒球大聯盟（布魯克林道奇隊）球員。[58]
- Hunter “Stork” Hendry，93歲，澳大利亞板球運動員。[59]
- 小磯良平，85歲，日本藝術家。[60]
- 81歲的匈牙利婦科醫生吉塞拉·佩爾（Gisella Perl）在奧斯威辛集中營幫助婦女。[61]
- 貝比·普拉特（Babe Pratt），72歲，加拿大NHL冰球運動員（紐約遊騎兵隊，多倫多楓葉隊），心臟病發作。[62]
- 西爾維斯特，41歲，美國創作歌手，愛滋病。[63]

### 17日
- 傑瑞·霍珀，81歲，美國影視導演，心臟病。[64]
- 吉米·馬特恩（Jimmie Mattern），83歲，美國飛行員。[65]
- 吉塞拉·佩爾（Gisella Perl），81歲，匈牙利裔美國婦科醫生，在奧斯威辛集中營為囚犯提供援助。

### 18日
- R. Arumugam，35歲，馬來西亞國際足球運動員（馬來西亞雪蘭莪州），車禍。[66]
- 尼亞茲·伯克斯（Niyazi Berkes），80歲，土族塞人社會學家。
- Milt Gantenbein，78歲，美國NFL足球運動員（綠灣包裝工隊）。[67]
- Ka. Naa. Subramanyam，76歲。印度作家和文學評論家。[68]

### 19日
- 羅伯特·伯恩斯坦（Robert Bernstein），69歲，美國漫畫作家，劇作家和音樂會主持人，心力衰竭。[69]
- Umashankar Joshi，77歲，印度詩人和作家，肺癌。[70]
- 約瑟夫·托爾斯（Joseph Towles），52歲，非裔美國人類學家和愛滋病作家。

### 20日
- B. Jayamma，73歲，印度女演員和歌手。[71]
- 傑爾吉·馬里克，64歲，匈牙利國際足球運動員（匈牙利瓦薩斯）。[72]
- Alphonse Ouimet，80歲，加拿大電視先驅，加拿大廣播公司總裁。[73]
- 馬克斯·羅賓遜（Max Robinson），49歲，美國廣播記者，ABC今晚世界新聞的聯合主播，愛滋病併發症。[74]
- 伊莉莎白·斯科特（Elizabeth Scott），71歲，美國數學家，專門研究統計學。[75]

### 21日
- 伯恩特·卡爾松（Bernt Carlsson），60歲，瑞典外交官，聯合國助理秘書長，洛克比飛機失事。[76]
- Eithne Dunne，69歲，愛爾蘭女演員。[77]
- 詹姆斯·富勒（James Fuller），50歲，美國汽車高管（Volkswagen），洛克比飛機失事。[78]
- 馬修·甘農（Matthew Gannon），34歲，美國中央情報局官員，洛克比飛機失事。[79]
- 保羅·傑弗裡斯（Paul Jeffreys），36歲，英國搖滾音樂家（Cockney Rebel），洛克比飛機失事。[80]
- 威利·卡姆，88歲，美國職業棒球大聯盟棒球運動員（芝加哥白襪隊，克利夫蘭印第安人隊），帕金森病。[81]
- 菲力浦·馬格努斯，英國傳記作家。[82]
- 費德里科·莫拉（Federico Moura），37歲，阿根廷歌手，詞曲作者和唱片製作人，Virus，AIDS的主唱。
- 愛琳·帕爾默（Aileen Palmer），73歲，英國出生的澳大利亞詩人。[83]
- 柯特·里希特（Curt Richter），94歲，美國生物學家和遺傳學家（晝夜節律）。[84]
- 戴夫·魯爾（Dave Ruhl），68歲，加拿大職業摔跤手。
- Merryle Rukeyser，91歲，美國財經專欄作家，心力衰竭。[85]
- 鮑勃·斯蒂爾（Bob Steele），81歲，美國演員，心力衰竭。[86]
- 尼古拉斯·廷贝亨（Nikolaas Tinbergen），81歲，荷蘭生物學家和鳥類學家，諾貝爾生理學或醫學獎獲得者，中風。[87]
- Venus Xtravaganza，23歲，美國跨性別表演者，被勒死。[88]

### 22日
- 弗蘭齊斯卡·博阿斯，86歲，美國舞蹈家。[89]
- 奇科·門德斯（Chico Mendes），44歲，巴西工會成員和環保活動家，被謀殺。[90]
- 湯姆·威廉·斯科特（Tom William Scott），86歲，美國空軍準將。[91]
- 塔克·史密斯（Tucker Smith），52歲，美國演員，舞蹈家和歌手（《西區故事》），癌症。[92]
- Rexhai Surroi，59歲，南斯拉夫阿爾巴尼亞記者、外交官和作家，南斯拉夫駐五國大使，車禍。[93]
- 王炳南，79-80歲，中國外交官，中國駐波蘭大使。[94]

### 23日
- 格哈德·阿德勒，84歲，德國分析心理學家。[95]
- 埃爾文·德雷克（Elvin C. Drake），85歲，美國田徑教練，心臟病發作。[96]
- 卡洛·斯福尔扎（Carlo Scorza），91歲，義大利國家法西斯黨書記。[97]

### 24日
- 布蘭奇·巴羅（Blanche Barrow），77歲，巴羅幫的美國成員，肺癌。
- 惠特尼·伯恩（Whitney Bourne），74歲，美國女演員（Head over Heels）。
- 瑪麗·卡文迪什，93歲，英國女王伊莉莎白二世的長袍情婦。
- Jainendra Kumar，83歲，印度作家。[98]
- Theyre Lee-Elliott，85歲，英國藝術家。
- 阿爾弗雷德·M·普萊德（Alfred M. Pride），91歲，美國海軍上將，心臟病發作。[99]
- 諾埃爾·威爾曼（Noel Willman），70歲，愛爾蘭出生的美國演員和戲劇導演（《知道太多的人》，《敖德薩檔案》），心臟病發作。[100]

### 25日
- Bunny Bell，77歲，英格蘭足球運動員（特蘭米爾流浪者，埃弗頓）。
- 揚·比亞沃斯托茨基，67歲，波蘭藝術史學家。[101]
- 特倫斯·達德利（Terence Dudley），69歲，英國電視導演和BBC（《神秘博士》《大小生物》）製片人，癌症。
- 葉夫根尼·戈盧別夫，78歲，蘇聯作曲家。
- W. F. Grimes，83歲，威爾士考古學家。[102]
- 鄧尼斯·馬修斯（Denis Matthews），69歲，英國鋼琴家和音樂學家，自殺。[103]
- 約翰·烏爾里克·內夫（John Ulric Nef），89歲，美國經濟史學家，社會思想委員會聯合創始人。[104]
- 大岡昇平，79歲，日本小說家，法國文學翻譯家。[105]
- 愛德華·佩勒姆·克林頓（Edward Pelham-Clinton），68歲，英國鱗翅目動物學家和軍官，紐卡斯爾公爵。[106]
- 辛西婭·斯通（Cynthia Stone），62歲，美國女演員。[107]
- 拿破崙·安德魯·圖伊特勒利普加，84歲，薩摩亞律師、作家和音樂家，心肌梗塞。

### 26日
- Herluf Bidstrup，76歲，丹麥漫畫家（Land og Folk）。[108]
- 安東尼·加埃塔（Anthony Gaeta），61歲，美國政治家，史坦頓島自治市鎮主席，心臟病發作。[109]
- 伊薇·海耶斯（Evie Hayes），76歲，美國出生的澳大利亞演員和歌手（《Come Up Smiling》、《Annie Get Your Gun》），心臟病發作。[110]
- 朱蘭·約翰斯頓，88歲，美國無聲銀幕女演員（《巴格達小偷》）。[111]
- 約翰·洛德，90歲，英美電影演員。
- 葛籣麥卡錫（Glenn McCarthy），81歲，美國石油大亨。[112]
- Vangaveeti Mohana Ranga，41歲，印度政治家，印度國民大會黨成員，遇刺身亡。[113]
- 貢納爾·羅森達爾（Gunnar Rosendal），91歲，瑞典路德會牧師。
- 查理斯·史密斯，68歲，美國演員（《拐角處的商店》、《少校與小調》）。
- 巴勃羅·索羅扎巴爾，91歲，西班牙作曲家。[114]
- 陶峙岳，95-96歲，中國軍官和政治家，中國國民革命軍中將。

### 27日
- 哈爾·阿什比，59歲，美國電影導演（《回家》《洗髮水》），胰腺癌。[115]
- 約瑟夫·比姆（Joseph Beam），33歲，美國同性戀權利活動家，愛滋病。
- 沃爾特·克魯克（Walter Crook），76歲，英格蘭國際足球運動員和經理（英格蘭布萊克本流浪者）。
- 現年77歲的傑克·費沃（Jack Favor）是美國牛仔競技表演者，在因謀殺、癌症服刑后被無罪釋放。[116]
- 福克斯·哈裡斯（Fox Harris），52歲，美國演員（Repo Man），肺癌。
- 弗雷達·詹姆斯，77歲，英國網球運動員，溫布爾登雙打冠軍。
- 瓦索·卡特拉基（Vaso Katraki），74歲，希臘畫家和雕刻師。[117]
- 钦季，76歲，緬甸政治家和外交官，緬甸駐印度大使，中風。[118]
- 唐納德·萊科克，51-52歲，澳大利亞語言學家和人類學家（巴布亞紐幾內亞的語言）。[119]
- CJ麥克林，67歲，美國政治家，俄亥俄州眾議院議員。[120]
- 傑西·奧本海默（Jess Oppenheimer），75歲，美國廣播電視編劇和導演（《我愛露西》），心力衰竭。[121]
- 現年63歲的特溫·羅伯茨（Tecwyn Roberts）是威爾士出生的美國航天工程師，曾幫助設計了美國宇航局的任務控制中心。[122]

### 28日
- 阿爾貝托·阿曼多，78歲，阿根廷商人和足球經理（博卡青年）。
- 卡爾弗里德·格拉夫·杜爾克海姆（Karlfried Graf Dürckheim），92歲，德國外交官，心理治療師。[123]
- 比約恩·庫爾滕（Björn Kurtén），64歲，芬蘭脊椎動物古生物學家。[124]
- 夏洛特·彼得斯（Charlotte Peters），75歲，美國電視節目主持人。[125]

### 29日
- 埃米爾·艾洛（Émile Aillaud），86歲，法國建築師（La Grande Borne）。
- 邁克·博特勒（Mike Beuttler），48歲，英國一級方程式賽車手，愛滋病併發症。[126]
- 卡爾·詹森（Carl J. Johnson），59歲，美國醫生，核試驗影響、冠狀動脈搭橋術后併發症的舉報人。[127]
- 麗塔·萊特-科瓦列娃（Rita Rait-Kovaleva），91歲，蘇聯文學翻譯家和作家，《麥田裡的守望者》的俄文翻譯。

### 30日
- Faber Birren，88歲，美國作家，色彩理論顧問，中風。[128]
- 揚·巴爾斯魯德（英语：Jan_Baalsrud），71歲，挪威抵抗突擊隊員。[129]
- 尤里·丹尼尔（Yuli Daniel），63歲，蘇聯作家和持不同政見者（西尼亞夫斯基-丹尼爾審判），中風。[130]
- 藤澤武夫，78歲，日本商人，本田汽車公司聯合創始人，心臟病發作。[131]
- 鄧尼斯·克拉特（Dennis H. Klatt），50歲，美國言語和聽力科學研究員，癌症。[132]
- 埃內斯托·拉扎蒂，73歲，阿根廷國際足球運動員（阿根廷博卡青年）。 [133]
- 野口勇，84歲，美國藝術家和景觀設計師，心力衰竭。[134]
- 尼古拉·索洛古博夫，64歲，俄羅斯冰球運動員，奧運會金牌得主。[135]

### 31日
- 亞拉·阿馬拉爾（Yara Amaral），52歲，巴西女演員（Mulher Objeto），溺水心臟病發作。
- 克裡斯托弗·安德魯斯（Christopher Andrewes），92歲，英國病毒學家，發現了人類甲型流感病毒。[136]
- 艾哈邁德·阿爾瓦西（Ahmet Arvasi），56歲，土耳其作家和哲學家。[137]
- 奧利弗·奧斯丁（Oliver L. Austin），85歲，美國鳥類學家。[138]
- 尼古拉斯·卡拉斯（Nicolas Calas），81歲，希臘裔美國詩人和藝術評論家。[139]
- Loel Guinness，82歲，英國政治家，國會議員，心臟病。[140]

### 日期不詳
- 查理斯·加尼米安，61-62歲，美國音樂家和歌手。[141]